# Frequency (série télévisée)
Pour les articles homonymes, voir Frequency.
Frequency ou Fréquences au Québec est une série télévisée de science-fiction américaine en treize épisodes de 42 minutes, créée par Jeremy Carver (en) et diffusée entre le 5 octobre 2016 et le 25 janvier 2017 sur le réseau The CW et le lendemain sur Netflix au Canada. Il s’agit de l’adaptation du film Fréquence interdite de Gregory Hoblit (2000).
En Belgique, la série a été diffusée du 3 juillet 2017 au 14 août 2017 sur La Deux, en France, depuis le 12 septembre 2017 sur TF1 et au Québec, depuis le 7 janvier 2018 sur Moi & Cie Télé.

## Synopsis
En 2016, une détective de police découvre qu'elle est capable de parler à son père détective, mort en 1996, grâce à un radio-amateur. Ils se créent de nouveaux liens en travaillant ensemble sur un meurtre non résolu. Seulement, le tout a des conséquences inattendues sur le présent…

## Distribution

### Acteurs principaux
- Peyton List (VF : Stéphanie Hédin) : Raimy Sullivan
- Riley Smith (VF : Damien Ferrette) : Frank Sullivan
- Mekhi Phifer (VF : Paul Borne) : Satch Reyna
- Anthony Ruivivar (VF : Marc Saez) : Stan Moreno
- Lenny Jacobson (en) (VF : Bruno Magne) : Gordo
- Devin Kelley (VF : Rafaèle Moutier) : Julie Sullivan
- Daniel Bonjour (VF : Jean-Christophe Dollé) : Daniel Lawrence

### Acteurs récurrents
- Ada Breker (VF : Maryne Bertieaux) : Jeune Raimy
- Sandy Robson (en) : Mike Rainey
- Brad Kelly : « Little Jay » Garza
- Nicholas Gonzalez (VF : Didier Cherbuy) : Ted Cardenas
- Alexandra Metz : Maya Gowan
- Michael Charles Roman : Thomas Goff
- Melinda Page Hamilton : Marilyn Goff
- Kenneth Mitchell : Deacon Joe Hurley (le diacre)
- Rob Mayes (VF : Stéphane Fourreau) : Détective Kyle Moseby

- Version française
  - Société de doublage : Dubbing Brothers[8]
  - Direction artistique : François Dunoyer[8]

 Source et légende : version française (VF) sur RS Doublage

## Production

### Développement
Le projet a débuté en novembre 2014 pour le réseau NBC. En août 2015, le projet a été repris par le réseau The CW.
Le 29 janvier 2016, The CW décide de commander un épisode pilote. Le 12 mai 2016, le réseau The CW annonce officiellement après le visionnage du pilote, la commande du projet de série avec une commande initiale de treize épisodes, pour une diffusion lors de la saison 2016-2017. Le 19 mai 2016, lors des Upfronts 2016, The CW annonce la diffusion de la série pour l'automne 2016. Le 17 juin 2016, The CW annonce la date de lancement de la série au 5 octobre 2016. À la mi-novembre 2016, le réseau ne commande pas d'épisodes supplémentaires.
Le 8 mai 2017, la chaîne annule officiellement la série mais diffuse un épisode de trois minutes pour conclure l'histoire.

### Attribution des rôles
L'annonce de l'attribution des rôles a débute le 8 février 2016, avec l'arrivée de Riley Smith dans le rôle de Franck Sullivan. Le 22 février 2016, Peyton List obtient le rôle de Raimy Sullivan et Mekhi Phifer, celui de Satch Reyna. Quatre jours plus tard, Lenny Jacobson (en) est annoncé dans le rôle de Gordo. Le 1er mars 2016, Anthony Ruivivar rejoint le casting dans le rôle de Stan Moreno. Ensuite le 7 mars 2016, Devin Kelley rejoint la distribution dans le rôle de Julie, la mère de Raimy. Dix jours plus tard, Daniel Bonjour, lui emboîte le pas en obtenant le rôle de Daniel Lawrence.

### Tournage
La série est tournée dans la ville de Vancouver au Canada.

## Épisodes
1. Sur la même longueur d'onde (Pilot)
2. Relation tendue (Signal and Noise)
3. Si loin, si proche (The Near-Far Problem)
4. Enlèvement (Bleed Over)
5. Liaison rompue (Seven Three)
6. Déviation (Deviation)
7. Le Refuge sur la montagne (Break, Break, Break)
8. Interférences (Interference)
9. Communication interrompue (Gray Line)
10. Le Bout du tunnel (The Edison Effect)
11. Effet miroir (Negative Copy)
12. La Dernière Cible (Harmonic)
13. Fin de communication (Signal Loss)